# Sphenomorphus alfredi
Sphenomorphus alfredi är en ödleart som beskrevs av  George Albert Boulenger 1898. Sphenomorphus alfredi ingår i släktet Sphenomorphus och familjen skinkar. Inga underarter finns listade i Catalogue of Life.